# Museo Municipal de Montcada
El Museo Municipal de Montcada es un museo municipal de Moncada y Reixach fundado en 1982 y ubicado desde 2003 en el antiguo ayuntamiento de la villa. Su objectivo es recuperar, conservar i protegir el patrimonio histórico local. De su fondo destacan los hallazgos provenientes del yacimiento íbero de Les Maleses, ubicado en el parque de la Sierra de Marina. Cuenta con una exposición permanente dividida en cinco ámbitos: medio natural, mineralogía y paleontología; prehistoria; mundo ibérico; Montcada medieval y moderna y, por último, Montcada contemporánea.

## Descripción
El museo abre por primera vez sus puertas el año 1982 en unas dependéncias municipales situadas en la calle Julio García. Surge de un proyecto de investigación y didáctica sobre el yacimiento íbero de Les Maleses y ante la necesidad de preservar los materiales arqueológicos procedentes de ese yacimiento. El Museo a la vez recoge el sentir de la población  de recuperar, conservar y  proteger el patrimonio histórico local. El año 1987 se amplia el Museo y es trasladado al piso superior del mismo edificio hasta el año 2003 que se inaugura  el nuevo Museo municipal en la antigua casa    municipal,  situada en la calle Mayor con un discurso museográfico moderno y actualizado.
La llegada en el 2015 del Dr. Danilo Montcada  comportó  la entrada de múltiples donaciones,  documentos, numismática y diversos objetos pertenecientes a él y a su familia. El 24 de abril de 2018 ante la necesidad de presentarlas a la población y de una actualización del discurso museográfico se procede a la remodelación de las diferentes salas del museo.
En esta última actualización se tuvo en cuenta la adecuación del discurso museográfico al público infantil, además de la integración del programa de accesibilidad museística universal "La Mirada Táctica". Esta ofrece al visitante con diversidad sensorial recursos museográficos que facilitan entender el discurso museográfico: cartelas en Braïlle, audiovisuales subtitulados con intérprete de signos, maqueta táctil del yacimiento íbero de Maleses. 
El museo desarrolla un amplio número de actividades, destacando los talleres, visitas guiadas e itinerarios a diferentes lugares de interés histórico de nuestra localidad: poblado íbero de les Maleses, edificio de las Aguas, la Montcada Modernista, el Rec, muchas de ellas teatralizadas.
En el marco de las conferencias destacaremos las que se realizan permanentemente con motivo de la presentación de los resultados de la campaña de excavación en verano, el día Internacional de los Museos o la Semana de la Ciéncia. Finalmente a estas actividades añadiremos "La Fiesta Ibera" durante la fiesta Mayor y donde se recrean momentos de la vida de los antiguos habitantes.
Paralelamente a la actividad difusora del patrimonio, el Museo desarrolla una actividad investigadora sobre la historia local: el yacimiento de Les Maleses, el castillo de Moncada y sobre un ámbito más específico de la iconografía clásica. El museo está integrado en la Red de Museos Locales de la Diputación de Barcelona. 
La asociación Amigos del Museo se funda el 8 de mayo de 1996 con la finalidad de apoyar y colaborar en la difusión del trabajo del museo y de su patrimonio cultural.

## Galería

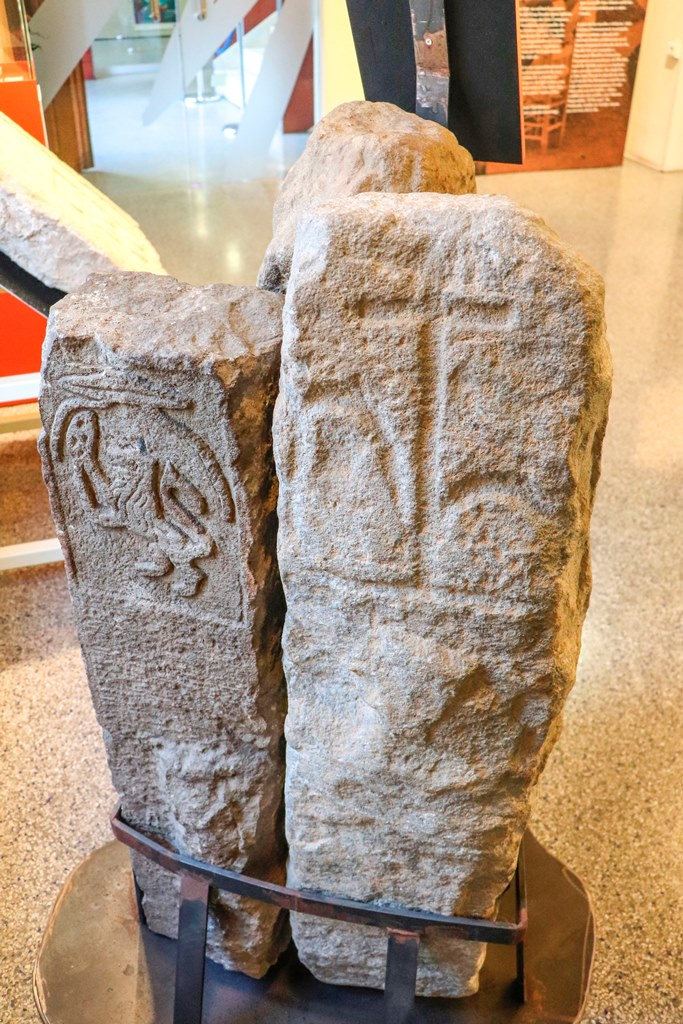
Hitos del término de Moncada y Reixach
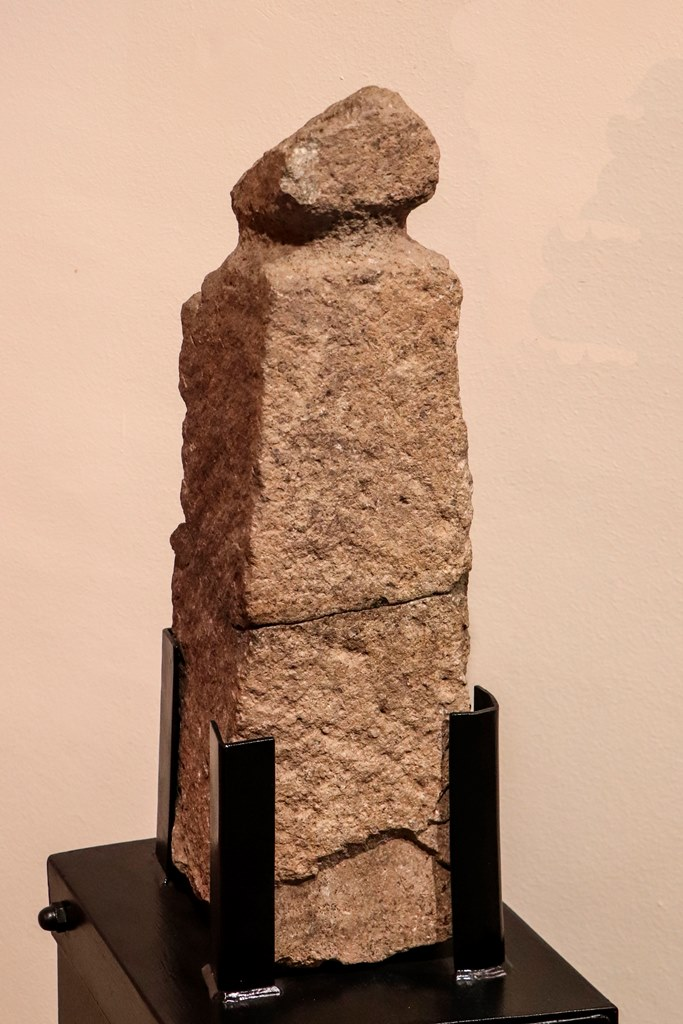
Betilo del yacimiento íbero de Les Maleses
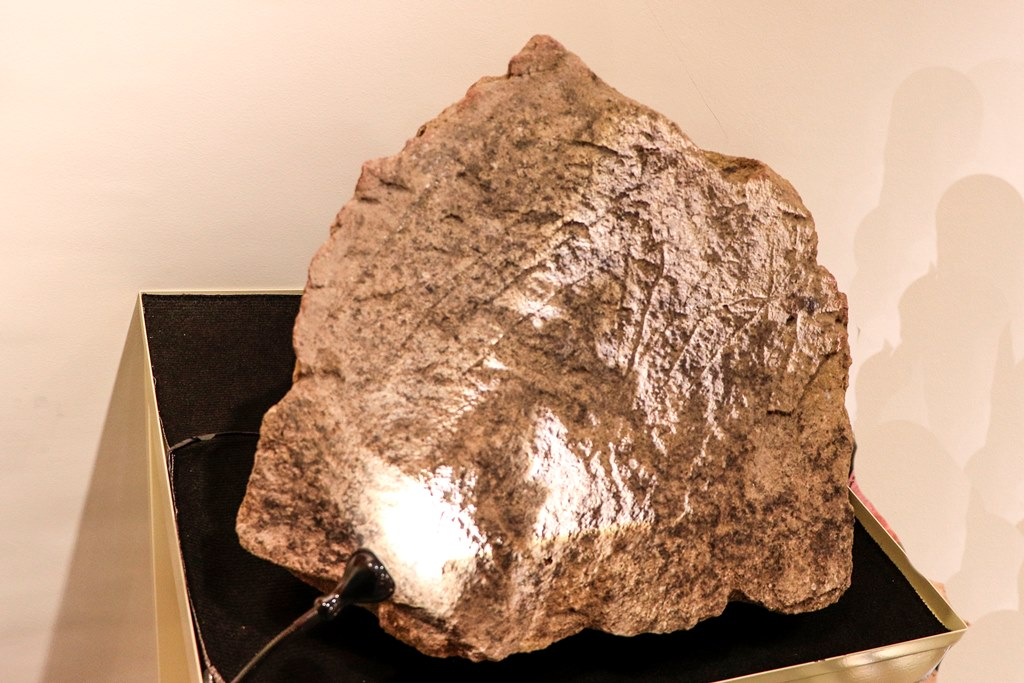
Piedra con grabados esquemáticos del yacimiento íbero de Les Maleses